# Calleida
Calleida is een geslacht van kevers uit de familie van de loopkevers (Carabidae). De wetenschappelijke naam van het geslacht werd in 1824 gepubliceerd door Latreille & Dejean.

## Soorten
- Calleida acutangula (Jeannel, 1949)
- Calleida aenea Chaudoir, 1872
- Calleida aeneipennis Buquet, 1835
- Calleida aeruginosa Dejean, 1825
- Calleida affinis Chaudoir, 1837
- Calleida alberti (Jeannel, 1949)
- Calleida alluaudi (Jeannel, 1949)
- Calleida alticola (Basilewsky, 1951)
- Calleida ambigua Chaudoir, 1872
- Calleida ambreana (Jeannel, 1949)
- Calleida amethystina (Fabricius, 1787)
- Calleida andreae (Jeannel, 1949)
- Calleida androyana (Jeannel, 1949)
- Calleida angustata Dejean, 1831
- Calleida angusticollis Boheman, 1848
- Calleida arrowi Liebke, 1939
- Calleida assimilis (Jeannel, 1949)
- Calleida aurata Motschulsky, 1864
- Calleida aureola Bates, 1883
- Calleida aurescens Bates, 1883
- Calleida auripennis Liebke, 1939
- Calleida aurulenta Chaudoir, 1852
- Calleida baeri (Maindron, 1906)
- Calleida bahamensis Darlington, 1953
- Calleida basalis Putzeys, 1846
- Calleida basilewskyi (Casale, 1994)
- Calleida batesi Chaudoir, 1872
- Calleida bella Chaudoir, 1872
- Calleida bicolor Reiche, 1842
- Calleida bogotana Liebke, 1935
- Calleida brunnea Dejean, 1831
- Calleida bryanti Liebke, 1939
- Calleida buckleyi Liebke, 1939
- Calleida callithera (Basilewsky, 1962)
- Calleida capensis Chaudoir, 1847
- Calleida capreicolor Liebke, 1939
- Calleida catalai (Jeannel, 1949)
- Calleida catharinae Liebke, 1939
- Calleida cavicollis Chaudoir, 1872
- Calleida cayennensis Chaudoir, 1872
- Calleida caymanensis Darlington, 1947
- Calleida centralis Fairmaire, 1887
- Calleida chalybeipennis R.F.Sahlberg, 1844
- Calleida championi Bates, 1883
- Calleida chaudoiri Liebke, 1928
- Calleida chevrolati Chaudoir, 1872
- Calleida chinensis Jedlicka, 1934
- Calleida chloroptera Dejean, 1831
- Calleida chlorotaenia Bates, 1891
- Calleida chryseis Bates, 1883
- Calleida circumcincta Bates, 1883
- Calleida clara Chaudoir, 1872
- Calleida congoana (Basilewsky, 1962)
- Calleida conica Reiche, 1842
- Calleida conradsi Basilewsky, 1949
- Calleida convexicollis Chaudoir, 1872
- Calleida corporaali Andrewes, 1929
- Calleida corumbana Liebke, 1939
- Calleida cuprea Chaudoir, 1872
- Calleida cupreocincta Chaudoir, 1848
- Calleida cupreola Liebke, 1939
- Calleida cupreolimbata Liebke, 1936
- Calleida cupreomarginata Chaudoir, 1850
- Calleida cupripennis Chaudoir, 1872
- Calleida cyanescens Brulle, 1837
- Calleida cyanipennis Perty, 1830
- Calleida cyanippe Bates, 1883
- Calleida davidsoni Casale, 2008
- Calleida decellei (Basilewsky, 1968)
- Calleida decolor Chaudoir, 1872
- Calleida decora (Fabricius, 1801)
- Calleida decorsei (Jeannel, 1949)
- Calleida deplanata (Jeannel, 1949)
- Calleida desenderi Casale, 2011
- Calleida discoidalis Heller, 1921
- Calleida distincta Peringuey, 1896
- Calleida dives Chaudoir, 1852
- Calleida dolosa Liebke, 1939
- Calleida doriae Bates, 1892
- Calleida dualana Liebke, 1939
- Calleida dyschroma Chaudoir, 1872
- Calleida ecuadorica Liebke, 1939
- Calleida estebanae Liebke, 1935
- Calleida excellens Liebke, 1939
- Calleida fabulosa Liebke, 1939
- Calleida fasciata Dejean & Boisduval, 1829
- Calleida fastuosa Klug, 1833
- Calleida feana Liebke, 1936
- Calleida femoralis Chaudoir, 1872
- Calleida fervida Peringuey, 1904
- Calleida festinans (Fabricius, 1801)
- Calleida fimbriata Bates, 1883
- Calleida flava Chevrolat, 1833
- Calleida flohri Bates, 1883
- Calleida fossulata Liebke, 1939
- Calleida freyi Jedlicka, 1960
- Calleida fulgida Dejean, 1831
- Calleida fulvipes Reiche, 1842
- Calleida fusca Brulle, 1837
- Calleida fuscicollis Liebke, 1939
- Calleida georgii Casale, 2008
- Calleida gigantea Casale, 2008
- Calleida gounellei Liebke, 1935
- Calleida gracilis Gemminger & Harold, 1868
- Calleida grata Peringuey, 1896
- Calleida guyanensis Chaudoir, 1872
- Calleida haematodera Chaudoir, 1872
- Calleida haemorrhoa Fairmaire, 1896
- Calleida hasterti Liebke, 1935
- Calleida hoegei Bates, 1883
- Calleida holochalca Alluaud, 1896
- Calleida honesta Liebke, 1935
- Calleida horni Liebke, 1934
- Calleida howdeni Casale, 2008
- Calleida ignicincta Fairmaire, 1897
- Calleida ignobilis Bates, 1883
- Calleida ikopae (Jeannel, 1949)
- Calleida insperans Liebke, 1935
- Calleida insueta (Basilewsky, 1961)
- Calleida isabellae (Basilewsky, 1961)
- Calleida jansoni Bates, 1878
- Calleida janthina Reiche, 1842
- Calleida jeanneli Liebke, 1935
- Calleida katangana (Basilewsky, 1961)
- Calleida kayae Casale, 2008
- Calleida kivuensis Burgeon, 1937
- Calleida klapperichi Jedlicka, 1963
- Calleida koppeli Steinheil, 1875
- Calleida lacunosa Mannerheim, 1837
- Calleida laetipennis Bates, 1878
- Calleida lamottei (Basilewsky, 1951)
- Calleida lampra Bates, 1883
- Calleida latelimbata Liebke, 1935
- Calleida latior Liebke, 1935
- Calleida lativittis Chaudoir, 1872
- Calleida lepida L.Redtenbacher, 1867
- Calleida levistriata Chaudoir, 1872
- Calleida lieftincki Louwerens, 1958
- Calleida limbata R.F.Sahlberg, 1844
- Calleida limbipennis Liebke, 1935
- Calleida lindigi Chaudoir, 1872
- Calleida lojana Liebke, 1939
- Calleida longicollis (Jeannel, 1949)
- Calleida lurida Chaudoir, 1872
- Calleida macrocephala (Jeannel, 1949)
- Calleida macrospila Gestro, 1895
- Calleida magnifica Chaudoir, 1872
- Calleida malleri Liebke, 1939
- Calleida marginalis (Jeannel, 1949)
- Calleida marginicollis Chaudoir, 1844
- Calleida melzeri Liebke, 1934
- Calleida mesotincta Liebke, 1939
- Calleida metallica Dejean, 1825
- Calleida migratoria Casale In Desender & Al., 2002
- Calleida minga (Basilewsky, 1961)
- Calleida misella Chaudoir, 1872
- Calleida mniszechii Chaudoir, 1852
- Calleida montana Liebke, 1939
- Calleida moreti Casale, 2008
- Calleida nantae Liebke, 1939
- Calleida natalis Peringuey, 1899
- Calleida nevillei (Basilewsky, 1972)
- Calleida nigricans Chaudoir, 1872
- Calleida nigriceps Chaudoir, 1844
- Calleida nigripes Peringuey, 1904
- Calleida nigriventris Hope, 1842
- Calleida nilgirensis Straneo, 1961
- Calleida nimbae (Basilewsky, 1963)
- Calleida obrieni Mateu, 1995
- Calleida obscura Dejean, 1831
- Calleida obscuroaenea Chaudoir, 1848
- Calleida ohausi Liebke, 1939
- Calleida olsoufieffi (Jeannel, 1949)
- Calleida onoha Bates, 1873
- Calleida onorei Casale, 2008
- Calleida optima Liebke, 1935
- Calleida pallida Reiche, 1842
- Calleida pallipes Andrewes, 1931
- Calleida pauliana Liebke, 1939
- Calleida permunda Chaudoir, 1872
- Calleida perrieri (Jeannel, 1949)
- Calleida perroti Jedlicka, 1963
- Calleida pexifrons Fairmaire, 1887
- Calleida picicollis Liebke, 1935
- Calleida picipes Chaudoir, 1854
- Calleida planulata Leconte, 1858
- Calleida platynoides G.Horn, 1882
- Calleida plaumanni Liebke, 1939
- Calleida plicaticollis Buquet, 1835
- Calleida praegnans Liebke, 1939
- Calleida praestans Chaudoir, 1878
- Calleida pretiosa Chaudoir, 1872
- Calleida procerula Chaudoir, 1872
- Calleida prolixa Erichson, 1847
- Calleida properans Chaudoir, 1872
- Calleida propinqua Fleutiaux, 1887
- Calleida pulcherrima Bates, 1883
- Calleida punctata Leconte, 1848
- Calleida punctulata Chaudoir, 1848
- Calleida purpurea (Say, 1823)
- Calleida purpuripennis Chaudoir, 1872
- Calleida quadricollis Straneo, 1961
- Calleida quadriimpressa Chaudoir, 1848
- Calleida rapax Andrewes, 1933
- Calleida rawlinsi Casale, 2008
- Calleida refulgens R.F.Sahlberg, 1844
- Calleida regina Bates, 1883
- Calleida resplendens Reiche, 1842
- Calleida rhodoptera Chaudoir, 1850
- Calleida rhytidera Chaudoir, 1872
- Calleida robusta Chaudoir, 1872
- Calleida rosea Liebke, 1935
- Calleida rubiginosa Chaudoir, 1872
- Calleida rubra Liebke, 1939
- Calleida rubricollis Dejean, 1825
- Calleida ruficollis (Fabricius, 1801)
- Calleida rufiventris Chaudoir, 1877
- Calleida rufocuprea Chaudoir, 1872
- Calleida rufolimbata Motschulsky, 1864
- Calleida rufopicea Casale, 2008
- Calleida rugosicollis (Jeannel, 1949)
- Calleida rustica Bates, 1883
- Calleida rutilans Chaudoir, 1850
- Calleida sanguinicollis Dejean, 1831
- Calleida saphyrina Chaudoir, 1872
- Calleida schistoptera Chaudoir, 1872
- Calleida schumacheri Steinheil, 1875
- Calleida scintillans Bates, 1883
- Calleida scutellaris Chaudoir, 1872
- Calleida semicincta Bates, 1883
- Calleida semifacta Bates, 1883
- Calleida semirubra Bates, 1878
- Calleida semiviolacea Liebke, 1935
- Calleida sericinitens Bates, 1883
- Calleida seyrigi (Jeannel, 1949)
- Calleida sicardi (Jeannel, 1949)
- Calleida silvicola Peringuey, 1896
- Calleida similis Reiche, 1842
- Calleida skwarrae Liebke, 1932
- Calleida smaragdinipennis Reiche, 1842
- Calleida smaragdula Reiche, 1842
- Calleida somalica (Basilewsky, 1968)
- Calleida splendidula (Fabricius, 1801)
- Calleida strandi Liebke, 1939
- Calleida subaenea Mannerheim, 1837
- Calleida subfasciata (Basilewsky, 1953)
- Calleida suensoni Kirschenhofer, 1986
- Calleida sulcatula Chaudoir, 1877
- Calleida sultana Bates, 1892
- Calleida sultanoides Straneo, 1961
- Calleida sumptuosa Bates, 1883
- Calleida suturalis Dejean, 1831
- Calleida suturella Reiche, 1842
- Calleida syllara (Basilewsky, 1961)
- Calleida tenuis Andrewes, 1929
- Calleida terminata C.O.Waterhouse, 1876
- Calleida tetrapora Bates, 1883
- Calleida thalassina Dejean, 1831
- Calleida tibialis Brulle, 1837
- Calleida tinctipes Bates, 1883
- Calleida tinctula Darlington, 1934
- Calleida titschacki Liebke, 1951
- Calleida translucens Liebke, 1935
- Calleida tristis Brulle, 1837
- Calleida tropicalis Bates, 1883
- Calleida truncata Chevrolat, 1835
- Calleida tunicata Liebke, 1939
- Calleida turrialbae Liebke, 1936
- Calleida umbrigera Chaudoir, 1872
- Calleida urundiana (Basilewsky, 1956)
- Calleida variolosa Bates, 1883
- Calleida ventralis Liebke, 1939
- Calleida vignai Casale, 2008
- Calleida villiersi (Basilewsky, 1953)
- Calleida violacea Reiche, 1842
- Calleida violaceipennis (Jeannel, 1949)
- Calleida viridana Liebke, 1939
- Calleida viridiaurea Chaudoir, 1877
- Calleida viridicincta Motschulsky, 1864
- Calleida viridicuprea Chaudoir, 1852
- Calleida viridimicans Chaudoir, 1872
- Calleida viridipallia Liebke, 1939
- Calleida viridipennis (Say, 1823)
- Calleida viridivestis Liebke, 1939
- Calleida wittei (Basilewsky, 1953)
- Calleida zumpti Liebke, 1939